# Veracruzwinterkoning
De veracruzwinterkoning (Campylorhynchus rufinucha) is een zangvogel uit de familie Troglodytidae (winterkoningen).

## Verspreiding en leefgebied
Deze soort is endemisch in centraal Veracruz de Ignacio de la Llave in Mexico.